# 葉咲うらら
葉咲 うらら（はさき うらら、9月20日 - ）は、元宝塚歌劇団宙組の娘役。
福岡県福岡市、福岡女学院高等学校出身。身長161cm。愛称は「urara」。

## 来歴
2018年、宝塚音楽学校入学。
2020年、音楽学校卒業後、宝塚歌劇団に106期生として入団。入団時の成績は17番。月組公演「WELCOME TO TAKARAZUKA／ピガール狂騒曲」で初舞台。その後、宙組に配属。
2023年、真風涼帆・潤花トップコンビ退団公演となる「カジノ・ロワイヤル」で、初のエトワールに抜擢。
2024年3月31日付で宝塚歌劇団を退団。

## 宝塚歌劇団時代の主な舞台

### 初舞台
- 2020年9 - 11月、月組『WELCOME TO TAKARAZUKA-雪と月と花と-』『ピガール狂騒曲』（宝塚大劇場のみ）

### 宙組時代
- 2021年1 - 2月、『アナスタシア』（東京宝塚劇場のみ）[注釈 1]
- 2021年6 - 9月、『シャーロック・ホームズ-The Game Is Afoot!-』 - 新人公演：歌手（本役：湖々さくら）『Délicieux（デリシュー）!-甘美なる巴里-』
- 2021年11 - 12月、『バロンの末裔』『アクアヴィーテ（aquavitae）!!』（全国ツアー）
- 2022年2 - 5月、『NEVER SAY GOODBYE』
- 2022年8 - 11月、『HiGH&LOW-THE PREQUEL-』 - 苦邪組七姉妹、新人公演：スズコ（本役：朝木陽彩）『Capricciosa（カプリチョーザ）!!』
- 2023年3 - 6月、『カジノ・ロワイヤル〜我が名はボンド〜』 - 新人公演：マハラジャの妻（本役：有愛きい） 初エトワール[4][2]
- 2023年7 - 8月、『Xcalibur エクスカリバー』（東京建物 Brillia HALL）
- 2023年9月、『PAGAD（パガド）』『Sky Fantasy!』（宝塚大劇場のみ）

### 出演イベント
- 2023年1月、芹香斗亜ディナーショー『KISS-kiki sing&swing-』[5]